# Juigné-des-Moutiers
Pour les articles homonymes, voir Juigné et Moutiers.
Juigné-des-Moutiers (ou Juigné-les-Moutiers) est une commune de l'Ouest de la France, située dans le département de la Loire-Atlantique, en région Pays de la Loire.
Sise sur un territoire qui a permis au cours des siècles l'exploitation du bois, du fer et de l'ardoise, Juigné-des-Moutiers est marquée par l'histoire de ses deux monastères, dont celui de Prieuré de la Primaudière, classé monument historique au XXe siècle. L'histoire de la commune est liée à celle du duché de Bretagne et de l'épisode de la chouannerie lors de la Révolution. La commune a connu un déclin démographique au milieu du XIXe siècle, qui fut enrayé au début du XXIe siècle. Juigné est une commune rurale riche de sa forêt et de son agriculture.

## Géographie

### Situation

Situation de la commune de Juigné-des-Moutiers dans le département de la Loire-Atlantique.

Juigné-des-Moutiers est située à 15 km au sud-est de Châteaubriant, à 50 km d'Angers, à 60 km de Nantes et à 60 km de Rennes. Les communes limitrophes sont Soudan, Erbray, Saint-Julien-de-Vouvantes et La Chapelle-Glain en Loire-Atlantique, Carbay, La Prévière, Armaillé et Saint-Michel-et-Chanveaux en Maine-et-Loire.
| Soudan                    | Carbay (Maine-et-Loire) | La Prévière (Maine-et-Loire)               |
| Erbray                    | Juigné-des-Moutiers     | Armaillé (Maine-et-Loire)                  |
| Saint-Julien-de-Vouvantes | La Chapelle-Glain       | Saint-Michel-et-Chanveaux (Maine-et-Loire) |

### Relief
Le profil du territoire est relativement plat, le point le plus bas se situe au nord, au niveau de la Richardais.

### Hydrographie
Au sud de la commune, près du hameau de Ruigné, coule le ruisseau la Gravelle. Près de l'ancien prieuré de la Primaudière se trouve l'étang de la Fonte. L'étang de la Blisière est à l'est du territoire de la commune.

### Climat
Pour des articles plus généraux, voir Climat des Pays de la Loire et Climat de la Loire-Atlantique.
En 2010, le climat de la commune est de type climat océanique altéré, selon une étude du CNRS s'appuyant sur une série de données couvrant la période 1971-2000. En 2020, Météo-France publie une typologie des climats de la France métropolitaine dans laquelle la commune est exposée à un climat océanique et est dans la région climatique  Bretagne orientale et méridionale, Pays nantais, Vendée, caractérisée par une faible pluviométrie en été et une bonne insolation.
Pour la période 1971-2000, la température annuelle moyenne est de 11,5 °C, avec une amplitude thermique annuelle de 13,8 °C. Le cumul annuel moyen de précipitations est de 701 mm, avec 12,3 jours de précipitations en janvier et 6,3 jours en juillet. Pour la période 1991-2020, la température moyenne annuelle observée sur la station météorologique de Météo-France la plus proche, « Pouancé_sapc », sur la commune d'Ombrée d'Anjou à 7 km à vol d'oiseau, est de 12,4 °C et le cumul annuel moyen de précipitations est de 724,2 mm,. Pour l'avenir, les paramètres climatiques de la commune estimés pour 2050 selon différents scénarios d'émission de gaz à effet de serre sont consultables sur un site dédié publié par Météo-France en novembre 2022.

## Urbanisme

### Typologie
Au 1er janvier 2024, Juigné-des-Moutiers est catégorisée commune rurale à habitat très dispersé, selon la nouvelle grille communale de densité à sept niveaux définie par l'Insee en 2022.
Elle est située hors unité urbaine. Par ailleurs la commune fait partie de l'aire d'attraction de Châteaubriant, dont elle est une commune de la couronne,. Cette aire, qui regroupe 20 communes, est catégorisée dans les aires de moins de 50 000 habitants,.

### Occupation des sols
L'occupation des sols de la commune, telle qu'elle ressort de la base de données européenne d’occupation biophysique des sols Corine Land Cover (CLC), est marquée par l'importance des forêts et milieux semi-naturels (62,2 % en 2018), une proportion identique à celle de 1990 (62,2 %). La répartition détaillée en 2018 est la suivante : 
forêts (62,2 %), zones agricoles hétérogènes (14,7 %), prairies (13,8 %), terres arables (7,4 %), zones urbanisées (1 %), eaux continentales (0,9 %). L'évolution de l’occupation des sols de la commune et de ses infrastructures peut être observée sur les différentes représentations cartographiques du territoire : la carte de Cassini (XVIIIe siècle), la carte d'état-major (1820-1866) et les cartes ou photos aériennes de l'IGN pour la période actuelle (1950 à aujourd'hui).

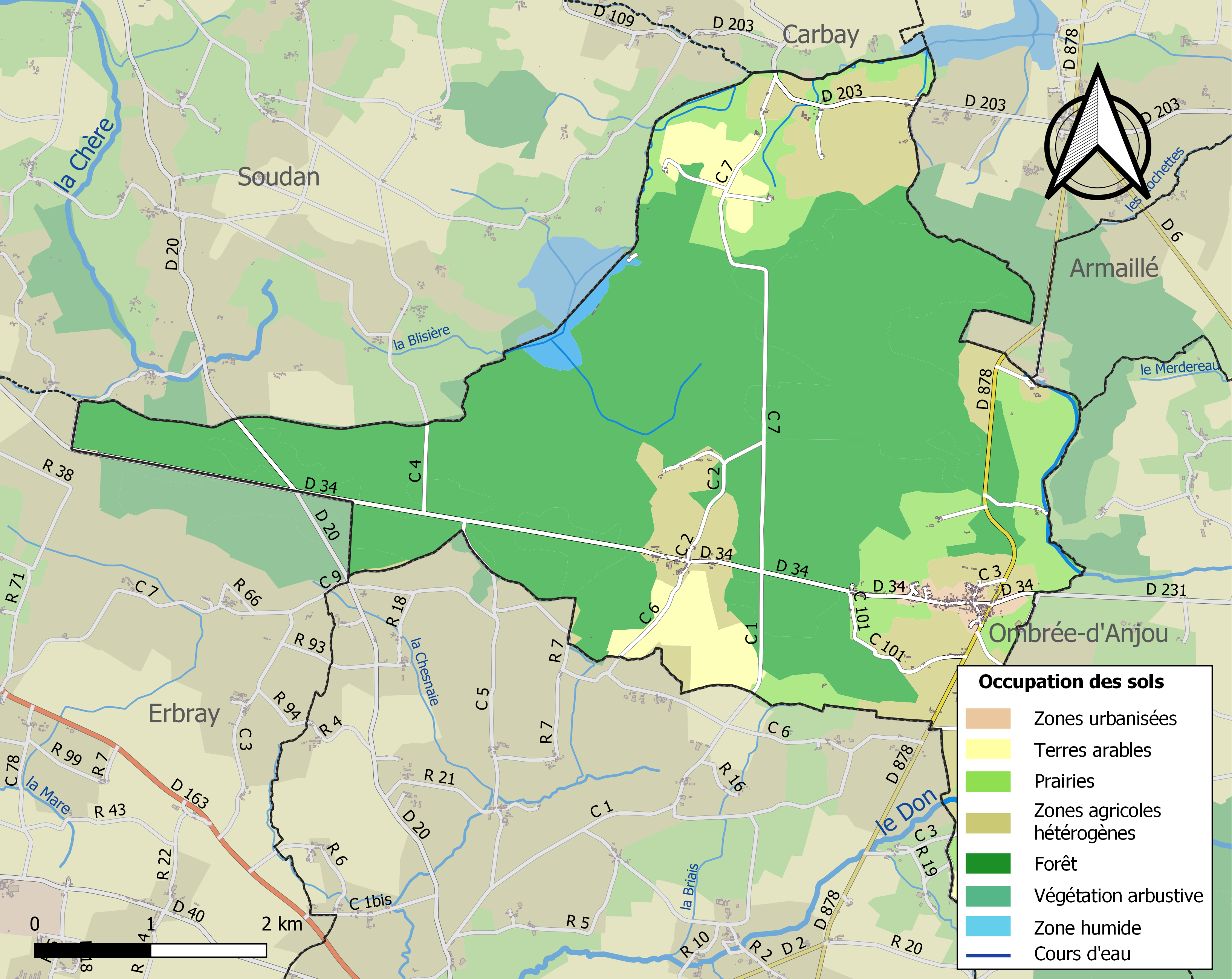
Carte des infrastructures et de l'occupation des sols de la commune en 2018 (CLC).

## Toponymie
Le nom de la localité est attesté sous la forme latinisée Joviniacum  dès 1123.
La commune tire une partie de son nom de l'ancien français moustier, signifiant monastère.
La graphie « Juigné-les-Moutiers » est également utilisée (panneau de signalisation routière, ouvrages, site de la Mairie), mais le code officiel géographique donne Juigné-des-Moutiers.
Juigné possède un nom en gallo, la langue d'oïl locale, écrit Juignë et prononcé [ ʒɥiɲə],.
La forme bretonne proposée par l'Office public de la langue bretonne est Yaoueneg-ar-Mousteriou.

## Histoire

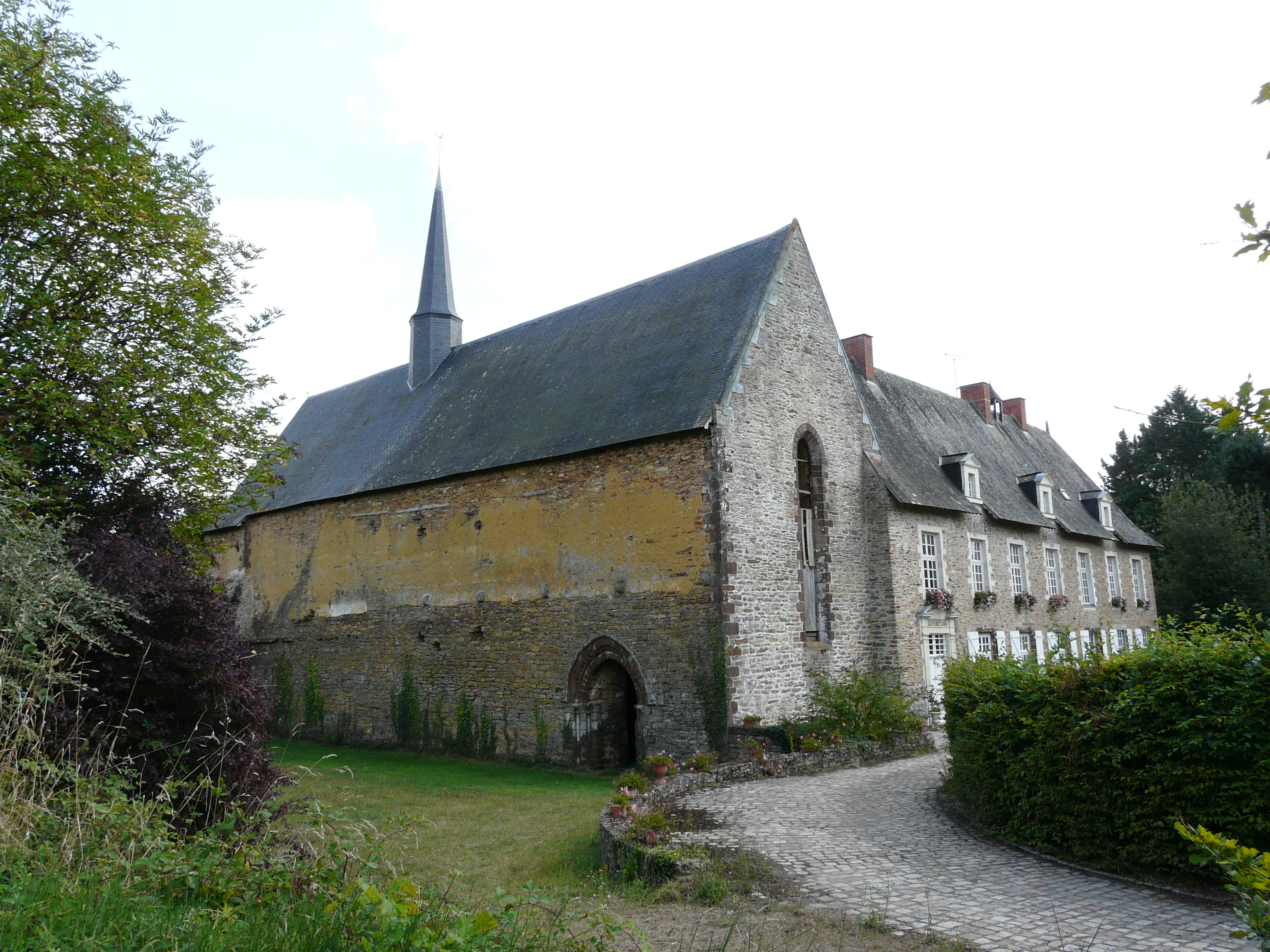
Prieuré de la Primaudière.

Des vestiges d'une voie romaine ayant été mis au jour sur le territoire de la commune, le peuplement du site est supposé remonter à cette époque. Au Moyen Âge, alors que la région appartient au duché de Bretagne, Juigné-des-Moutiers est mentionné la première fois en 1123, lorsque son église est offerte à Brice, évêque de Nantes. À l'époque, deux prieurés cohabitent sur le territoire de l'actuelle commune. Le premier, les Moutiers, se situe dans le bourg, le second, la Primaudière, se trouve à deux kilomètres au nord. Le prieuré de la Primaudière est fondé en 1207 après signature d'une charte entre seigneurs bretons et angevins, et les évêques d'Angers, Guillaume de Beaumont-au-Maine, et de Nantes, Geoffroi. Le monastère est bâti de part et d'autre de la Nymphe, frontière entre le duché de Bretagne et le royaume de France. Jusqu'au XVIIIe siècle, le bourg était situé à un kilomètre à l'est du bourg actuel.
Jusqu'à la Révolution, une communauté protestante vivait à Teillais, appelé à l'époque la Huguenotière, où était construit un temple.
Pendant la Révolution, Gabriel Guyot de Folleville est arrêté à l'étang des Rochettes ; il est exécuté à Angers le 5 janvier 1794. En même temps que lui est arrêté Louis Fresnais de Beaumont, qui est guillotiné le 16 février 1794 à Angers. Les cachettes de ce dernier auraient été dévoilées par une jeune fille du village, exécutée elle aussi, par pendaison, dans un lieu situé entre Les Rochettes et la Primaudière.
En juin 1939, le préfet de Loire-Inférieure fait installer à Juigné-des-Moutiers et à Moisdon-la-Rivière des camps d'accueil pour les réfugiés espagnols de la zone républicaine. Les deux camps comptent 1 160 réfugiés en août 1939, 996 en octobre (dont 688 à Moisdon), la majorité étant des femmes et des enfants.
Depuis l'Antiquité, le fer a été exploité sur le territoire de Juigné. Au Moyen Âge, un réservoir d'eau nécessaire au traitement du minerai voit sa digue se rompre. L'eau déversée dévaste le vieux Juigné et son église. L'église du monastère devient paroissiale et le bourg se déplace autour. La paroisse a été le site de forges du XVIe au XVIIIe siècle. La forêt de Juigné, assez vaste, est exploitée jusque dans les années 1940. L'économie est depuis cette date essentiellement rurale. Les dernières mines d'ardoise sont fermées en 1900, tandis que les carrières de pierre cessent leur activité après la Première Guerre mondiale.
Juigné-des-Moutiers est la seule commune de la Loire-Atlantique à avoir le Front national en tête lors de l'élection présidentielle de 2012 : Marine Le Pen y obtient un score de 31,80 %.

## Politique et administration

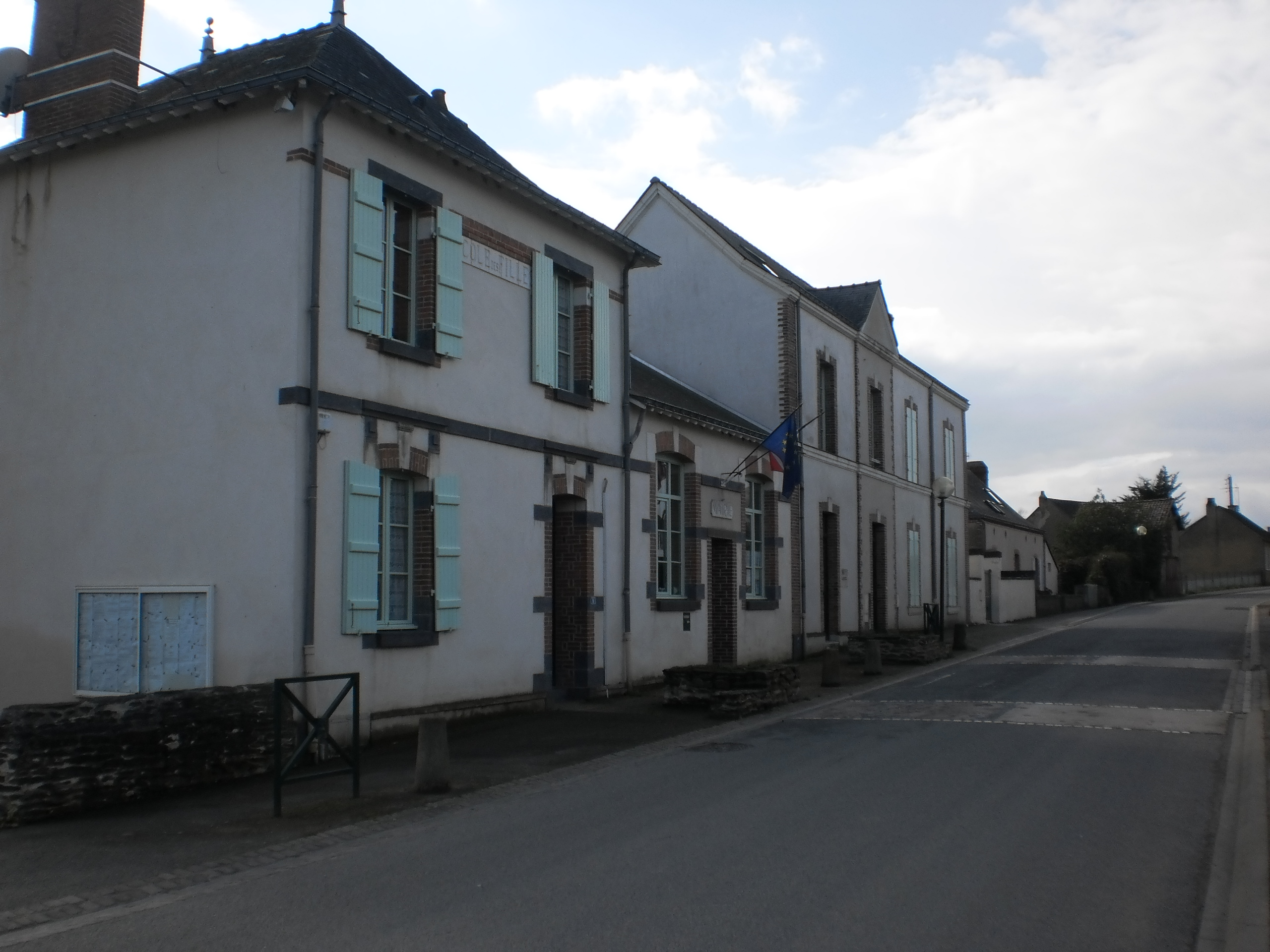
Mairie de Juigné.

Juigné-des-Moutiers est située dans le canton et l'arrondissement de Châteaubriant, dans le département de la Loire-Atlantique (région Pays de la Loire). Comme pour toutes les communes françaises comptant entre 100 et 500 habitants, le Conseil municipal est constitué de onze membres en 2011.

### Intercommunalité
Juigné-des-Moutiers est membre de la communauté de communes du Castelbriantais, qui est constituée de dix-neuf communes regroupées autour de Châteaubriant.

## Population et société

### Démographie
Selon le classement établi par l'Insee, Juigné-des-Moutiers est une commune multipolarisée. Elle fait partie de la zone d'emploi de Châteaubriant et du bassin de vie de Pouancé. Elle n'est intégrée dans aucune unité urbaine. Toujours selon l'Insee, en 2010, la répartition de la population sur le territoire de la commune était considérée comme « très peu dense » : 100 % des habitants résidaient dans des zones « très peu denses ».

#### Évolution démographique
L'évolution du nombre d'habitants est connue à travers les recensements de la population effectués dans la commune depuis 1793. Pour les communes de moins de 10 000 habitants, une enquête de recensement portant sur toute la population est réalisée tous les cinq ans, les populations de référence des années intermédiaires étant quant à elles estimées par interpolation ou extrapolation. Pour la commune, le premier recensement exhaustif entrant dans le cadre du nouveau dispositif a été réalisé en 2004.

En 2022, la commune comptait 327 habitants, en évolution de −6,84 % par rapport à 2016 (Loire-Atlantique : +6,68 %, France hors Mayotte : +2,11 %).
| 1793 | 1800 | 1806 | 1821 | 1831  | 1836 | 1841 | 1846 | 1851 |
| ---- | ---- | ---- | ---- | ----- | ---- | ---- | ---- | ---- |
| 720  | 700  | 651  | 771  | 1 004 | 918  | 856  | 928  | 941  |

| 1856 | 1861 | 1866 | 1872 | 1876 | 1881 | 1886 | 1891 | 1896 |
| ---- | ---- | ---- | ---- | ---- | ---- | ---- | ---- | ---- |
| 960  | 975  | 988  | 945  | 940  | 896  | 843  | 910  | 918  |

| 1901  | 1906 | 1911 | 1921 | 1926 | 1931 | 1936 | 1946 | 1954 |
| ----- | ---- | ---- | ---- | ---- | ---- | ---- | ---- | ---- |
| 1 103 | 814  | 746  | 607  | 594  | 567  | 564  | 532  | 516  |

| 1962 | 1968 | 1975 | 1982 | 1990 | 1999 | 2004 | 2006 | 2009 |
| ---- | ---- | ---- | ---- | ---- | ---- | ---- | ---- | ---- |
| 513  | 435  | 389  | 366  | 335  | 322  | 320  | 325  | 340  |

| 2014 | 2019 | 2022 | - | - | - | - | - | - |
| ---- | ---- | ---- | - | - | - | - | - | - |
| 354  | 332  | 327  | - | - | - | - | - | - |

#### Pyramide des âges
En 2018, le taux de personnes d'un âge inférieur à 30 ans s'élève à 31,1 %, soit en dessous de la moyenne départementale (37,3 %). À l'inverse, le taux de personnes d'âge supérieur à 60 ans est de 30,7 % la même année, alors qu'il est de 23,8 % au niveau départemental.
En 2018, la commune comptait 169 hommes pour 169 femmes, soit un taux de 50 % de femmes, légèrement inférieur au taux départemental (51,42 %).
Les pyramides des âges de la commune et du département s'établissent comme suit.
| Hommes | Classe d’âge | Femmes |
| ------ | ------------ | ------ |
| 0,0    | 90 ou +      | 1,2    |
| 6,6    | 75-89 ans    | 9,6    |
| 21,1   | 60-74 ans    | 22,9   |
| 24,7   | 45-59 ans    | 17,5   |
| 16,3   | 30-44 ans    | 18,1   |
| 12,0   | 15-29 ans    | 13,9   |
| 19,3   | 0-14 ans     | 16,9   |

| Hommes | Classe d’âge | Femmes |
| ------ | ------------ | ------ |
| 0,6    | 90 ou +      | 1,8    |
| 6      | 75-89 ans    | 8,6    |
| 15,1   | 60-74 ans    | 16,4   |
| 19,4   | 45-59 ans    | 18,8   |
| 20,1   | 30-44 ans    | 19,3   |
| 19,2   | 15-29 ans    | 17,4   |
| 19,5   | 0-14 ans     | 17,6   |

## Économie
Le canton de Saint-Julien-de-Vouvantes, dont fait partie Juigné, bénéficie du classement Zone de revitalisation rurale, ce qui permet aux entreprises qui y sont installées de bénéficier d’avantages fiscaux.
En 2011, La Mairie recense 24 établissements actifs : quatre industries, deux entreprises de construction, deux commerces et seize entreprises de services). La zone à vocation artisanale de la Grée, classée Zone de revitalisation rurale, s’entend sur 5,6 hectares. L’entreprise de travaux publics Hervé TP, un des dix plus gros employeurs de la communauté de communes du Castelbriantais, est basée à Juigné-des-Moutiers.

## Équipements et services

### Santé
Il n'y a pas de médecin ou d'infirmier à Juigné-des-Moutiers, les plus proches sont situés à Saint-Julien-de-Vouvantes et Pouancé. Un centre hospitalier est installé à Châteaubriant.

### Enseignement
Juigné-des-Moutiers dépend de l'académie de Nantes. Il n'y a pas d'école publique dans la commune, l'école privée Notre-Dame-de-Lourdes fait partie réseau de l'enseignement catholique. Les collèges et les lycées se situent à Châteaubriant,,,,,.

### Autre
La Mairie assure un service de repas à domicile pour les personnes âgées.

## Culture locale et patrimoine

### Lieux et monuments

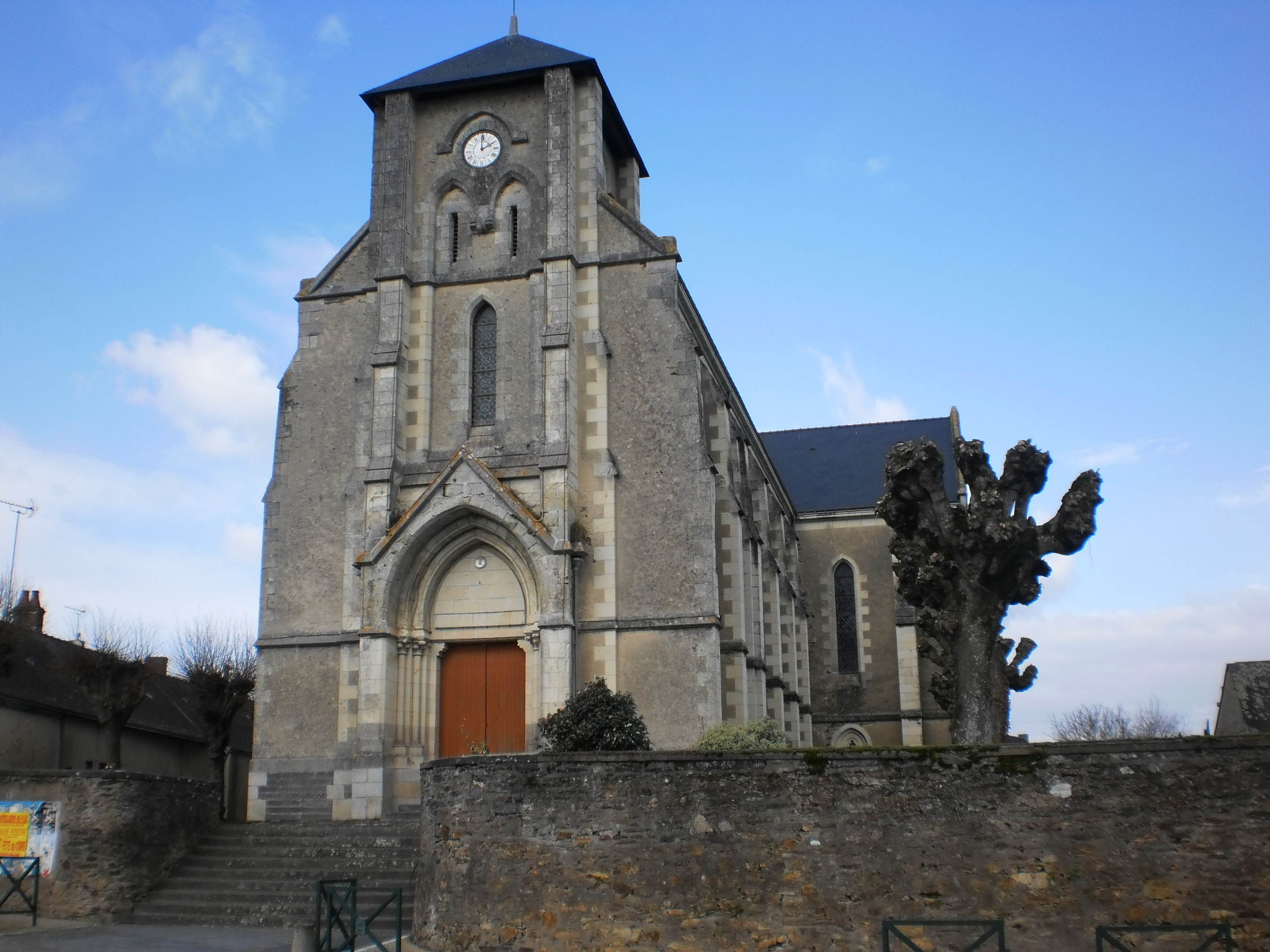
Église Saint-Pierre.

L'église Saint-Pierre a été construite en 1878.
L'ancien prieuré de la Primaudière date des XIIe, XIIIe et XVIIIe siècles. Les moines le fondèrent en 1207 et le quittèrent en 1762. La chapelle de la Primaudière (XIIe siècle) est un lieu de pèlerinage au Moyen Âge.
L'abside est bâtie sur des contreforts à degrés pyramidaux. Le site est transformé en verrerie au XIXe siècle. Le prieuré est classé au titre des monuments historiques.
Le domaine de Ruigné est une ancienne exploitation d'ardoises. Le hameau est une cité ouvrière du XVIIe siècle dont les maisons sont bâties en schiste

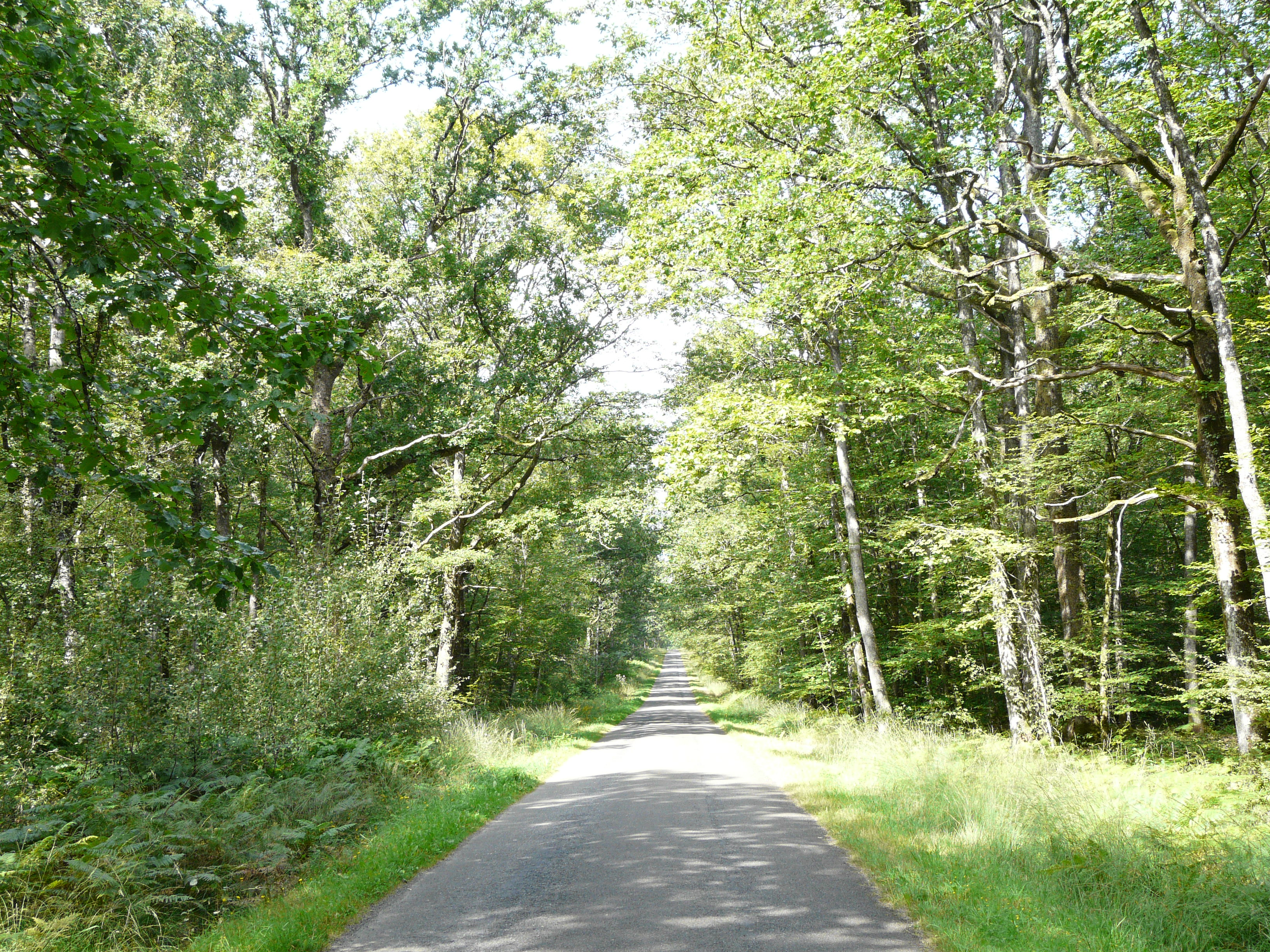
La Forêt de Juigné

Il y a plusieurs tombes datant de la Révolution, celle dite de l'émigré (peut-être un chef royaliste ou un évêque) à La Colinerie et le tombeau des Fombrayeux, où reposent sept fombrayeux, c'est-à-dire des ouvriers journaliers chargés de récurer les étables et écuries, tués par les chouans.

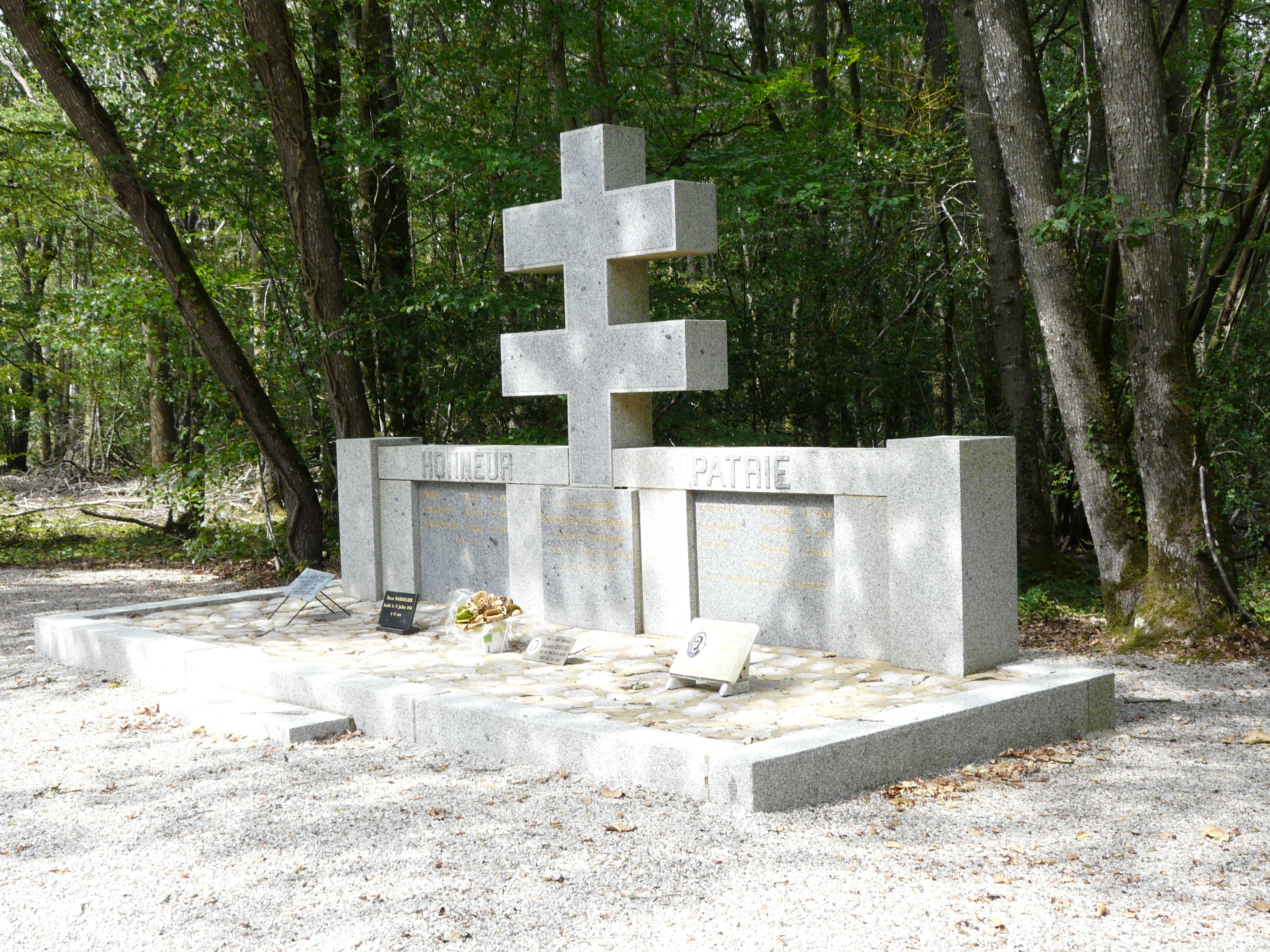
Monument de Bout-de-Forêt

Il reste des bâtiments des anciennes forges à Teillais, à la Blisière et la Prévière.
La forêt de Juigné, de 2 114 hectares, s'étale également sur les communes alentour. Elle regroupe entre autres des chênes, des conifères, des hêtres et des châtaigniers. Un bâtiment de chasse du début du XIXe siècle subsiste. Le site a été un terrain de chasse pour les propriétaires successifs, notamment la famille Bourbon Condé et le duc d'Aumale. Au début du XXe siècle le bâtiment est devenu un lieu pour bals champêtres. Jusqu'à la fin de la Seconde Guerre mondiale, des charbonniers vivaient de la production de charbon de bois dans la forêt

### Héraldique
| Armes de Juigné-des-Moutiers | D'argent au chêne de sinople, le fût traversé par un sanglier de sable. |